# Occidryas editha
Occidryas editha är en fjärilsart som beskrevs av Jean Baptiste Boisduval 1852. Occidryas editha ingår i släktet Occidryas och familjen praktfjärilar. Inga underarter finns listade i Catalogue of Life.